# Dobro (ekonomija)
Dobro u ekonomskom smislu definiše se kao pojam koji označava proizvode i usluge, koji su nastale kao rezultat ljudskog rada, da bi se njima zadovoljila neka ljudska potreba (ne proizvođača, nego kupca) putem tržišta.
Dobro ima dvije osobine: upotrebnu vrednost i prometnu vrednost. Broj određenih korisnih svojstava koja su karakteristična za određeno dobro, kao što su funkcionalna, fizička, estetska i druga, a kojima se mogu zadovoljiti određene ljudske potrebe je upotrebna vrednost dobra. Sposobnost dobra da bude razmenjeno na tržištu za jedinice nekog drugog dobra (npr. jedan kilogram kukuruza za pola kilograma ječma, ili jedan kilogram kukuruza za 1 evro) naziva se prometna vrednost dobra.

U ekonomiji postoje razne podele ekonomskih dobara u kategorije, a jedna u nizu od mnogobrojnih je na: proizvode (sirovine, mašine, prehrambene namernice), usluge (prevoz, ostavoprimske delatnosti i sl.) ili prava (patent, licenca...); potrošačka (hrana, kozmetika) trajna dobra - dobra koja se mogu trajnije koristiti, više godina (nameštaj, automobil, alat...); dobra za koja postoje supstitucija, tj. kada se nedostatak jednog dobra može nadomestiti konzumiranjem drugog (margarin i maslac) ili komplementarna dobra - dobra kod kojih potrošnja jednog dobra traži povećanje potrošnje i drugog dobra (automobil i benzin, pica i koka-kola, mašina za suđe i deterdžent za pranje suđa); te homogena ili heterogena dobra - kod kojih izgleda da je jedno dobro isto kao i drugo, a nije (čačanska rodna šljiva i šljiva ranka ili neka druga vrsta šljive i slično)..

## Korisnost i karakteristike dobara
Dobra mogu povećati ili smanjiti svoju korisnost direktno ili indirektno i mogu se opisati kao da imaju graničnu korisnost. Neke stvari su korisne, ali ne dovoljno retke da bi imale novčanu vrednost, kao što je Zemljina atmosfera, one se nazivaju „besplatna dobra“.
U normalnom govoru, „roba“ je obično reč u množini, ali ekonomisti već dugo nazivaju jedan artikal robe „dobrom“.
U ekonomiji, loše je suprotno od dobrog. Ultimatno, da li je neki predmet dobar ili loš zavisi od svakog pojedinačnog potrošača i stoga nisu sva dobra dobra za sve ljude.

## Tipovi roba
Raznovrsnost robe omogućava njihovu klasifikaciju u različite kategorije na osnovu karakterističnih karakteristika, kao što su opipljivost i (redovna) relativna elastičnost. Materijalno dobro kao što je jabuka razlikuje se od nematerijalnog dobra kao što je informacija zbog nemogućnosti čoveka da fizički drži drugu, dok prva zauzima fizički prostor. Nematerijalna dobra se razlikuju od usluga po tome što su finalna (nematerijalna) dobra prenosiva i mogu se trgovati, dok usluga ne može.
Elastičnost cena takođe razlikuje vrste roba. Elastična roba je ona za koju postoji relativno velika promena u količini usled relativno male promene cene, i stoga je verovatno da će biti deo porodice zamenljivih dobara; na primer, kako cene hemijskih olovaka rastu, potrošači bi umesto njih mogli kupiti više običnih olovaka. Neelastično dobro je ono za koje ima malo ili nimalo zamena, kao što su karte za velike sportske događaje, originalna dela poznatih umetnika i lekovi na recept kao što je insulin.

## Roba klasifikovana prema ekskluzivnosti i konkurentnosti

### Četvorostrani model robe
Roba se može klasifikovati na osnovu stepena isključivosti i rivalstva (konkurentnosti). S obzirom da se isključenost može meriti na kontinuiranoj skali, neka dobra ne bi mogla da potpadnu u jednu od četiri uobičajene kategorije koje se koriste.
Postoje četiri vrste dobara zasnovane na karakteristikama rivala u potrošnji i isključivosti: javna dobra, privatna dobra, zajednički resursi i klubska dobra. Ova četiri tipa plus primeri za borbu protiv rivalstva pojavljuju se u pratećoj tabeli.

#### Javna dobra
Dobra koja su nesuparnička i neisključiva nazivaju se javnim dobrima. U mnogim slučajevima, obnovljivi resursi, kao što je zemljište, su uobičajena roba, ali neki od njih su sadržani u javnim dobrima. Javna dobra su neisključiva i nekonkurentna, što znači da se pojedinci ne mogu sprečiti da ih koriste i svako može da konzumira ovo dobro bez ometanja mogućnosti drugih da ih konzumiraju. Primeri pored onih u matrici su nacionalni parkovi ili vatromet. Uopšteno je prihvaćeno od strane mejnstrim ekonomista da će tržišni mehanizam nedovoljno obezbediti javna dobra, tako da se ova dobra moraju proizvoditi drugim sredstvima, uključujući i državnu nabavku. Javna dobra takođe mogu ispaštati od problema muktašenja.. 

#### Privatna dobra
Privatna dobra su ona koja se mogu isključiti, tako da se sprečavaju drugi potrošači da ih konzumiraju. Privatna dobra su takođe rivalska, jer jedno dobro u privatnom vlasništvu ne može da koristi neko drugi. Odnosno, potrošnja neke robe lišiće drugog potrošača mogućnosti da ih konzumira. Privatna dobra su najčešća vrsta dobara. Ona obuhvataju ono što se mora kupiti u prodavnici. Na primer, hrana, odeća, automobili, parking mesta, itd. Pojedinac koji konzumira jabuku uskraćuje drugom pojedincu da konzumira istu. Isključivo je jer se potrošnja nudi samo onima koji su spremni da plate cenu.

#### Resursi zajedničkog fonda
Resursi zajedničkog fonda su rivalski u potrošnji i neisključivi. Primer je ribarstvo, koje lovi ribu iz zajedničkog ribljeg fonda. Riba koju ulovi jedna grupa ribara više nije dostupna drugoj grupi, te je tako rivalska. Međutim, često je, zbog odsustva dobro definisanih imovinskih prava, teško ograničiti pristup ribarima koji mogu prekomerno lovati.

#### Klubska roba
Klubska dobra su isključena, ali ne i rivalska u potrošnji. To jest, ne može svako da koristi dobro, ali kada jedan pojedinac ima pravo da ga koristi, on ne smanjuje količinu ili sposobnost drugih da konzumiraju dobro. Učlanjenjem u određeni klub ili organizaciju mogu se nabaviti klupska dobra; Kao rezultat toga, neki ljudi su isključeni jer nisu članovi. Primeri pored onih u matrici su kablovska televizija, tereni za golf i bilo koja roba koja se pruža članovima kluba. Veliki provajder televizijskih usluga bi već imao infrastrukturu koja bi omogućila dodavanje novih korisnika bez narušavanja sposobnosti gledanja postojećih korisnika. To bi takođe značilo da bi granični trošak bio blizu nule, što zadovoljava kriterijume da se neko dobro smatra nerivalskim. Međutim, pristup uslugama kablovske televizije dostupan je samo potrošačima koji su spremni da plate cenu, što pokazuje aspekt isključivanja.

### Istorija četvorostranog modela dobara
Godine 1977, nobelovka Elinor Ostrom i njen suprug Vincent Ostrom predložili su dodatne modifikacije postojeće klasifikacije robe kako bi se identifikovale fundamentalne razlike koje utiču na podsticaje s kojima se suočavaju pojedinci. Njihove definicije su predstavljene na matrici.
Elinor Ostrom je predložila dodatne modifikacije klasifikacije robe da bi se identifikovale fundamentalne razlike koje utiču na podsticaje sa kojima se suočavaju pojedinci.

## Literatura
- Bannock, Graham;  . (1997). Dictionary of Economics. Penguin Books..
- Milgate, Murray (1987), "goods and commodities," The New Palgrave: A Dictionary of Economics, v. 2, pp. 546–48. Includes historical and contemporary uses of the terms in economics.
- Vuaridel, R. (1968). Une définition des biens économiques. (A definition of economic goods). L'Année sociologique (1940/1948-), 19, 133-170. Stable JStor URL:  https://www.jstor.org/stable/27887387. Недостаје или је празан параметар |title= (помоћ)
- Leach, John (2004). A Course in Public Economics (на језику: енглески). Cambridge University Press. стр. 171. ISBN 978-0-521-53567-0. Приступљено 23. 7. 2021. „Knowledge is a pure public good: once something is known, that knowledge can be used by anyone, and its use by any one person docs not preclude its use by others.”
- Kumar, V. „Why Government is Needed to Supply Public Goods?”. www.newsandsociety.expertscolumn.com. Приступљено 4. 10. 2022.
- Cowen, Tyler (децембар 2007).  David R. Henderson, ур. The Concise Encyclopedia of Economics. Public Goods. The Library of Economics and Liberty. Архивирано из оригинала 28. 3. 2010. г. Приступљено 19. 2. 2010.
- Samuelson, Paul A. (1954). „The Pure Theory of Public Expenditure”. Review of Economics and Statistics. 36 (4): 387—89. JSTOR 1925895. doi:10.2307/1925895.
- Samuelson, Paul A. (1955). „Diagrammatic Exposition of a Theory of Public Expenditure”. Review of Economics and Statistics. 37 (4): 350—56. JSTOR 1925849. doi:10.2307/1925849.
- Gunnthorsdottir, Anna; Houser, Daniel; McCabe, Kevin (2007). „Disposition, history and contributions in public goods experiments”. Journal of Economic Behavior & Organization (на језику: енглески). 62 (2): 304—315. ISSN 0167-2681. doi:10.1016/j.jebo.2005.03.008.
- Staff, Investopedia. „Lindahl Equilibrium Definition”. Investopedia (на језику: енглески). Приступљено 2020-10-28.
- „Public Good | Learning to Give”. www.learningtogive.org. Приступљено 2020-10-28.
- Kingma, Bruce R. (1997). „Public good theories of the non-profit sector: Weisbrod revisited”. Voluntas: International Journal of Voluntary and Nonprofit Organizations. 8 (2): 135—148. ISSN 0957-8765. JSTOR 27927560. S2CID 154163089. doi:10.1007/BF02354191.
- Kingma, Bruce R. (2003),  Anheier, Helmut K.; Ben-Ner, Avner, ур., „Public Good Theories of the Nonprofit Sector”, The Study of the Nonprofit Enterprise: Theories and Approaches, Nonprofit and Civil Society Studies (на језику: енглески), Boston, MA: Springer US, стр. 53—65, ISBN 978-1-4615-0131-2, doi:10.1007/978-1-4615-0131-2_3, Приступљено 2020-10-28
- Sandmo, Agnar (20. 3. 2017). „Public Goods”. The New Palgrave Dictionary of Economics. The New Palgrave Dictionary of Economics. Springer Link. стр. 10973—10984. ISBN 978-1-349-95188-8. doi:10.1057/978-1-349-95189-5_1696. Приступљено 10. 12. 2020.
- Demsetz, Harold (октобар 1970). „Full Access The Private Production of Public Goods”. Journal of Law and Economics. 13 (2): 293—306. JSTOR 229060. S2CID 154885952. doi:10.1086/466695.
- Boyle, James (1996). Shamans, Software, and Spleens: Law and the Construction of the Information Society. Cambridge, Mass.: Harvard University Press. ISBN 978-0-674-80522-4.
- Touffut, J.P. (2006). Advancing Public Goods. The Cournot Centre for Economic Studies. Edward Elgar Publishing, Incorporated. стр. 26. ISBN 978-1-84720-184-3. Приступљено 27. 8. 2018.
- Hess, Charlotte; Ostrom, Elinor (2007). Understanding Knowledge as a Commons: From Theory to Practice. Cambridge: Massachusetts Institute of Technology. стр. 12—13. ISBN 978-0-262-08357-7.
- James M. Buchanan (фебруар 1965). „An Economic Theory of Clubs”. Economica. 32 (125): 1—14. JSTOR 2552442. doi:10.2307/2552442.
- Arnold, Roger A. (17. 12. 2008). Economics. Cengage Learning. ISBN 978-0-324-59542-0. Приступљено 28. 2. 2010.
- Ayers; Collinge (2003). Microeconomics. Pearson. ISBN 978-0-536-53313-5.
- Brownell, Kelly D.; Farley, Thomas; Willett, Walter C.; Popkin, Barry M.; Chaloupka, Frank J.; Thompson, Joseph W.; Ludwig, David S. (15. 10. 2009). „The Public Health and Economic Benefits of Taxing Sugar-Sweetened Beverages”. New England Journal of Medicine. 361 (16): 1599—1605. PMC 3140416 . PMID 19759377. doi:10.1056/NEJMhpr0905723.
- Browning, Edgar K.; Browning, Jacquelene M. (1992). Microeconomic Theory and Applications (4th изд.). HarperCollins. Приступљено 11. 12. 2020.
- Case, Karl; Fair, Ray (1999). Principles of Economics (5th изд.). Prentice-Hall. ISBN 978-0-13-961905-2.
- Chaloupka, Frank J.; Grossman, Michael; Saffer, Henry (2002). „The effects of price on alcohol consumption and alcohol-related problems”. Alcohol Research and Health. 26 (1): 22—34. PMC 6683806 . PMID 12154648.
- de Rassenfosse, Gaetan; van Pottelsberghe, Bruno (2007). „Per un pugno di dollari: a first look at the price elasticity of patents”. Oxford Review of Economic Policy. 23 (4): 588—604. S2CID 55387166. doi:10.1093/oxrep/grm032. Working paper on RePEc
- de Rassenfosse, Gaetan; van Pottelsberghe, Bruno (2012). „On the price elasticity of demand for patents”. Oxford Bulletin of Economics and Statistics. 74 (1): 58—77. S2CID 43660064. doi:10.1111/j.1468-0084.2011.00638.x. Working paper on RePEc
- Duetsch, Larry L. (1993). Industry Studies. Englewood Cliffs, NJ: Prentice Hall. ISBN 978-0-585-01979-6.
- Feldstein, Paul J. (1999). Health Care Economics (5th изд.). Albany, NY: Delmar Publishers. ISBN 978-0-7668-0699-3.
- Ferguson, Charles E. (1972). Microeconomic Theory (3rd изд.). Homewood, Illinois: Richard D. Irwin. ISBN 978-0-256-02157-8.
- Frank, Robert (2008). Microeconomics and Behavior (7th изд.). McGraw-Hill. ISBN 978-0-07-126349-8.
- Gillespie, Andrew (1. 3. 2007). Foundations of Economics. Oxford University Press. ISBN 978-0-19-929637-8. Приступљено 28. 2. 2010.
- Goodwin; Nelson; Ackerman; Weisskopf (2009). Microeconomics in Context (2nd изд.). Sharpe. ISBN 978-0-618-34599-1.
- Gwartney, James D.; Stroup, Richard L.; Sobel, Russell S.; David MacPherson (14. 1. 2008). Economics: Private and Public Choice. Cengage Learning. ISBN 978-0-324-58018-1. Приступљено 28. 2. 2010.
- Krugman; Wells (2009). Microeconomics (2nd изд.). Worth. ISBN 978-0-7167-7159-3.
- Landers (фебруар 2008). Estimates of the Price Elasticity of Demand for Casino Gaming and the Potential Effects of Casino Tax Hikes.
- Marshall, Alfred (1920). Principles of Economics. Library of Economics and Liberty. ISBN 978-0-256-01547-8. Приступљено 5. 3. 2010.
- Mas-Colell, Andreu; Winston, Michael D.; Green, Jerry R. (1995). Microeconomic Theory. New York: Oxford University Press. ISBN 978-1-4288-7151-9.
- McConnell, Campbell R.; Brue, Stanley L. (1990). Economics: Principles, Problems, and Policies (11th изд.). New York: McGraw-Hill. ISBN 978-0-07-044967-1.
- Negbennebor (2001). „The Freedom to Choose”. Microeconomics. ISBN 978-1-56226-485-7.
- Parkin, Michael; Powell, Melanie; Matthews, Kent (2002). Economics. Harlow: Addison-Wesley. ISBN 978-0-273-65813-9.
- Perloff, J. (2008). Microeconomic Theory & Applications with Calculus. Pearson. ISBN 978-0-321-27794-7.
- Pindyck; Rubinfeld (2001). Microeconomics (5th изд.). Prentice-Hall. ISBN 978-1-4058-9340-4.
- Png, Ivan (1999). Managerial Economics. Blackwell. ISBN 978-0-631-22516-4. Приступљено 28. 2. 2010.
- Ruffin, Roy J.; Gregory, Paul R. (1988). Principles of Economics (3rd изд.). Glenview, Illinois: Scott, Foresman. ISBN 978-0-673-18871-7.
- Samuelson; Nordhaus (2001). Microeconomics (17th изд.). McGraw-Hill. ISBN 978-0-07-057953-8.
- Schumpeter, Joseph Alois; Schumpeter, Elizabeth Boody (1994). History of economic analysis (12th изд.). Routledge. ISBN 978-0-415-10888-1. Приступљено 5. 3. 2010.
- Sloman, John (2006). Economics. Financial Times Prentice Hall. ISBN 978-0-273-70512-3. Приступљено 5. 3. 2010.
- Taylor, John B. (1. 2. 2006). Economics. Cengage Learning. ISBN 978-0-618-64085-0. Приступљено 5. 3. 2010.
- Vogel, Harold (2001). Entertainment Industry Economics (5th изд.). Cambridge University Press. ISBN 978-0-521-79264-6.
- Wall, Stuart; Griffiths, Alan (2008). Economics for Business and Management. Financial Times Prentice Hall. ISBN 978-0-273-71367-8. Приступљено 6. 3. 2010.
- Wessels, Walter J. (1. 9. 2000). Economics. Barron's Educational Series. ISBN 978-0-7641-1274-4. Приступљено 28. 2. 2010.
- Cornes, Richard; Sandler, Todd (1986). The Theory of Externalities, Public Goods and Club Goods. New York: Cambridge University Press. ISBN 052130184X.
- William D. Nordhaus, "A New Solution:  the Climate Club" (a review of Gernot Wagner and Martin L. Weitzman, Climate Shock:  The Economic Consequences of a Hotter Planet, Princeton University Press, 250 pp, $27.95), The New York Review of Books, vol. LXII, no. 10 (June 4, 2015), pp. 36–39.
- Venugopal, Joshi (2005). „Drug imports: the free-rider paradox”. Express Pharma Pulse. 11 (9): 8.
- P. Oliver – Sociology 626 published by Social Science Computing Cooperative University of Wisconsin

## Spoljašnje veze
- Медији везани за чланак Dobro на Викимедијиној остави